# بتمن: مرگی در خانواده
بتمن: مرگی در خانواده (به انگلیسی: Batman: A Death in the Family) یک رشته داستان بتمن چهار شماره‌ای منتشرشده در سال ۱۹۸۸ است. ناشر آن، دی‌سی کامیکس و شخصیت‌های اصلی‌اش بتمن، سوپرمن، جئو فورس، جوکر و جیسون تاد هستند. روح‌الله خمینی (که انقلاب ۱۳۵۷ ایران را رهبری کرد) نیز در این کمیک حضور دارد و توجه برخی رسانه‌های فارسی‌زبان را در پی داشته‌است. داستان را جیم استرالین نوشته و جیم آپارو کار تصویرگری را انجام داده‌است؛ هنگامی که مایک میگنولا دیزاین هر جلد را بر عهده داشته‌است.